# فهرست کشتارها علیه مردم هزاره
لیست زیر تنها بخشی از کشتارهای سیستماتیک و هدفمند گروه‌های مختلف دولتی و تروریستی علیه هزاره‌ها می‌باشد که دوره زمانی اواخر قرن بیست تا به امروز را در بر می‌گیرد.
| رویداد                                   | محل                                                                | تاریخ                    | عامل                                                                                            | تلفات                                            | جزئیات |
| ---------------------------------------- | ------------------------------------------------------------------ | ------------------------ | ----------------------------------------------------------------------------------------------- | ------------------------------------------------ | --- |
| کشتار دسته جمعی خانواده‌های هزاره         | هزاره‌جات، افغانستان                                                | ۱۸۹۰ تا ۱۹۰۰میلادی       | هیئت حاکمه راس کشور، عبدالرحمان، فتوای مذهبی برخی مولوی‌های اهل سنت دیوبندی مبنی بر کفر شیعیان   | بین ۴۰۰٬۰۰۰ تا ۵۰۰٬۰۰۰ خانوادهٔ هزاره             | عبدالرحمن خان از رهبران مذهبی خواست که هزاره‌ها را کافر و خارج از دین بخواند و علیه آنان فتوای جهاد بدهند. پس از کشتار و نسل‌کشی فجیع شیعیان هزاره و غیر هزاره نماز جماعت شیعیان و عزاداری امام حسین ممنوع گشت. بسیاری از حسینیه‌های شیعیان در کابل، قندهار و هرات و شهرهای کوچک به ملایان اهل سنت دیوبندی حکومتی واگذار شد و چند عالم شیعه نیز کشته شدند. به گفته کاتب دربار، فیض‌محمد کاتب هر روز صدها سر بریده هزاره به بامیان و کابل فرستاده می‌شد. از سرهای قربانیان، کله منارها برپا شد. |
| قیام چنداول                              | منطقه چنداول، کابل                                                 | ۲ و ۳ سرطان (تیر) ۱۳۵۸   | حکومت جمهوری دموکراتیک افغانستان                                                                | بین ۳ تا ۱۰ هزار (تخمینی)                        | مردم چنداول که اکثراً هزاره بودند در ۲ و ۳ تیر یک قیامی را علیه حکومت تره‌کی به راه‌انداختند که به شدت سرکوب شد. در روزهای بعد دولت مردمان هزاره را به ظن شرکت در این قیام دستگیر و بسیاری از دستگیرشدگان در زندان‌ها کشته شدند. |
| فاجعه افشار                              | محله افشار، کابل                                                   | ۲۲–۲۱ دلو/بهمن ۱۳۷۱      | شورای نظار، دولت اسلامی افغانستان، اتحاد اسلامی برای آزادی افغانستان، حزب حرکت اسلامی افغانستان | نامعلوم.                                         | در جریان جنگ‌های داخلی افغانستان و برای کنترل منطقه افشار کابل نیروهای شورای نظار، دولت اسلامی افغانستان، اتحاد اسلامی برای آزادی افغانستان، حزب حرکت اسلامی افغانستان با حمله به این منطقه کشتار وسیعی به راه انداخت، هرچند آمار دقیقی از این کشتار هنوز منتشر نشده‌است. |
| کشتار مزار شریف                          | مزار شریف و شهرهای اطراف آن                                        | ۱۷ اسد ۱۳۷۷ و روزهای بعد | طالبان                                                                                          | بین ۲۰۰۰ تا ۱۰۰۰۰ نفر                            | پس از تصرف شهر مزار شریف بدست طالبان در ۱۷ اسد ۱۳۷۷، هزاران تن از مردم این شهر بدست نیروهای طالبان کشته شدند. اکثر قربانیان این کشتار را مردم هزاره تشکیل می‌دادند. |
| حملات روز عاشورا ۱۳۹۰ افغانستان          | در مزار شریف - کابل - قندهار                                       | ۱۵ قوس/آذر ۱۳۹۰          | منتسب به لشکرِ جهنگوی                                                                            | ۷۸ تن کشته و بیش از ۱۵۰ تن زخمی                  | سه حمله تروریستی در روز عاشورا در سه شهر بزرگ افغانستان رخ داد. |
| کشتار مسافران هزاره در غور               | منطقه بادگاه ولایت غور                                             | ۳ اسد ۱۳۹۳               | طالبان                                                                                          | ۱۴ تن کشته شامل تازه عروس و داماد                | این واقعه زمانی روی داد که سه مینی بس حامل افراد ملکی از شهر فیروزکوه، مرکز ولایت غور عازم کابل بودند. به گفتهٔ والی غور، شورشیان طالب این مینی بس‌ها را متوقف کرده و بعد مسافران آن را بر اساس هویت شان به دو گروه (هزاره و غیرهزاره) تقسیم کرده‌اند و بعد همه هزاره‌ها را به گلوله بستند. |
| کشتار جلریز                              | ولسوالی جلریز - ولایت وردک                                         | ۱۱ سرطان/تیر ۱۳۹۴        | طالبان با حمایت مردم محلی                                                                       | ۲۷ کشته و ۳ زخمی                                 | در حمله طالبان به پوسته‌های امنیتی سربازان هزاره و با حمایت مردم محلی و بی‌توجهی و کمک نرسیدن به آنان، سربازان کشته شدند. |
| حمله ۲ اسد ۱۳۹۵ کابل                     | چهار راهی دهمزنگ کابل                                              | ۲ اسد/مرداد ۱۳۹۵         | منتسب شده به داعش                                                                               | بیش از ۸۰ کشته و بیش از ۲۳۱ زخمی.                | بنابر برخی ادعاها سه و برخی دیگر دو انفجار در میان تظاهرات کنندگان جنبش روشنایی رخ داد. |
| حمله میزان ۱۳۹۵ کابل                     | مسجد زیارتگاه سخی در کابل                                          | ۲۰ میزان/مهر ۱۳۹۵        | شبکه حقانی / داعش                                                                               | دستکم ۱۸ کشته و ۵۸ زخمی.                         | ۴ فرد مسلح به زیارتگاه سخی به افرادی که برای شب تاسوعا در محل حضور داشتند حمله کردند. |
| حمله عاشورا ۱۳۹۵ بلخ                     | در مرکز ولسوالی بلخ                                                | ۲۱ میزان/مهر ۱۳۹۵        | منتسب شده به داعش                                                                               | دستکم ۱۴ تن کشته و ۷۰ تن زخمی.                   | ابتدا بمب دستی سمت نمازگزاران پرتاب پس از صداهای شلیک، انفجار رخ داد. |
| حمله انتحاری قوس ۱۳۹۵ کابل               | مسجد باقرالعلوم واقع در جاده فیض محمد کاتب هزاره کابل              | ۱ قوس/آذر ۱۳۹۵           | منتسب شده به داعش                                                                               | دستکم ۳۲ تن کشته و ۶۴ تن زخمی شدند.              | در روز اربعین هنگام صرف غذای ناهار/چاشت فرد انتحاری در میان جمعیت خود را منفجر کرد. در میان کشته‌ها ۸ کودک نیز حضور داشتند. |
| حمله انتحاری جوزا ۱۳۹۶ کابل              | مسجد الزهرا - دشت برچی - کابل                                      | ۲۵ جوزا/خرداد ۱۳۹۶       | نامعلوم                                                                                         | ۴ تن کشته و ۸ تن زخمی                            | دستکم سه حمله‌کننده در حمله به مسجد الزهرا دشت برچی کابل هنگام مراسم شب احیا شرکت داشتند. |
| حمله به روستای میرزاولنگ                 | روستای میرزاولنگ - ولسوالی صیاد - ولایت سرپل                       | ۱۲ اسد/مرداد ۱۳۹۶        | همکاری طالبان و داعش                                                                            | بیش از ۵۰ کشته.                                  | نیروهای طالبان با همکاری داعش پس از دو روز حمله و با شکست نیروهای امنیتی به روستا هجوم آورده و پس از گروگان گرفتن مردم روستا بیش از ۵۰ تن از مردم روستا را به شکل فجیع به قتل رساندند. |
| حمله تروریستی سنبله ۱۳۹۶ کابل            | مسجد امام زمان قلعه نجارها کابل                                    | ۳ سنبله/شهریور ۱۳۹۶      | منتسب شده به داعش                                                                               | ۲۸ تن کشته و ۵۰ تن زخمی شدند.                    | ۴ مهاجم با حمله به مسجد با شلیک گلوله و پرتاب بمب و با چاقو زدن به مردم حمله کردند. در بین کشته شده‌ها و زخمیان کودکان و زنان نیز حضور داشتند. |
| حمله انتحاری ۷ میزان ۱۳۹۶ کابل           | نزدیکی یک مسجد بزرگ در منطقه قلعه فتح‌الله شهر کابل                 | ۷ میزان/مهر ۱۳۹۶         | نامعلوم                                                                                         | ۵ تن کشته و ۲۰ تن زخمی                           | مهاجم انتحاری در پوشش چوپان هنگام خروج مردم از مسجد خود را منفجر کرد. |
| حمله انتحاری ۲۸ میزان ۱۳۹۶ کابل          | مسجد امام زمان - دشت برچی - کابل                                   | ۲۸ میزان/مهر ۱۳۹۶        | منتسب شده به داعش                                                                               | ۵۶ تن کشته و ۵۵ تن زخمی                          | مهاجم انتحاری با حضور در بین نمازگزاران هنگام نماز شب خود را منفجر کرده‌است. |
| بمب‌گذاری قوس ۱۳۹۶ هرات                   | یک کتابخانه در جبریل هرات                                          | ۳۰ قوس/آذر ۱۳۹۶          | نامعلوم                                                                                         | ۴ تن کشته و ۱۰ تن زخمی                           | بمب جاسازی شده درون یک سه چرخه در جلو کتابخانه منفجر شده‌است. |
| حمله انتحاری جدی ۱۳۹۶ کابل               | مرکز فرهنگی تبیان - کابل                                           | ۷ جدی/دی ۱۳۹۶            | منتسب شده به داعش                                                                               | ۵۲ تن کشته و ۹۰ تن زخمی                          | مهاجم انتحاری هنگام حضور مردم در جلسه گفتمانی که به منظور سالروز هجوم نیروهای شوروی به افغانستان برگزار شده بود خود را منفجر و دو بمب جاسازی شده دیگر نیز پس از آن منفجر شده‌است. |
| حمله انتحاری حوت ۱۳۹۶ کابل               | مصلی مزاری - کابل                                                  | ۱۸ حوت/اسفند ۱۳۹۶        | منتسب شده به داعش                                                                               | ۹ تن کشته و ۱۸ تن زخمی.                          | مهاجم انتحاری هنگام حضور مردم به منظور گرامی داشت از بیست و سومین سال روز کشته شدن عبدالعلی مزاری، در مصلای مزاری کابل گردهم آمده بودند خود را منفجر کرده‌است. |
| بمب‌گذاری نوروز ۱۳۹۷ کابل                 | در نزدیک زیارتگاه سخی شهر کابل.                                    | ۱ حمل/فروردین ۱۳۹۷       | منتسب شده به داعش                                                                               | ۳۳ تن کشته و ۶۵ تن زخمی.                         | حمله در بین مردمی که برای اول نوروز در زیارتگاه سخی کابل حضور داشتند رخ داد. |
| حمله انتحاری ۲ ثور ۱۳۹۷ کابل             | حوزه ششم کابل منطقه دشت برچی کابل                                  | ۲ ثور/اردیبهشت ۱۳۹۷      | منتسب شده به داعش                                                                               | دستکم ۷۰ تن کشته و ۱۲۰ تن زخمی.                  | حمله انتحاری در ورودی مرکز توزیع شناسنامه در پشت مکتب/مدرسه مایل هروی در قلعه ناظر در حوزه ششم پلیس کابل زمانی که مردم برای گرفتن شناسنامه در مرکز حضور داشتند و کودکان به سمت مدرسه می‌رفتند اتفاق افتاد. |
| حمله انتحاری اسد ۱۳۹۷ کابل               | آموزشگاه آمادگی کنکور موعود، در منطقه دشت برچی، کابل               | ۲۴ اسد/مرداد ۱۳۹۷        | منتسب شده به داعش                                                                               | بیش از ۵۰ کشته و بیش از ۶۷ زخمی                  | زخمی‌ها و کشته‌ها تمامی کودکان بین ۱۶ تا ۱۸ سال بودند که در آموزشگاه برای دوره کنکور حضور داشتند. |
| حمله انتحاری سنبله ۱۳۹۷ کابل             | مجتمع ورزشی خاتم‌الانبیا منطقه دشت برچی در حوزه ششم شهر در غرب کابل | ۱۵ سنبله/شهریور ۱۳۹۷     | منتسب شده به داعش                                                                               | ۲۶ کشته و ۹۱ زخمی                                | در این حمله انتحاری اولین انتحارکننده خود را منفجر ساخت و انفجار دوم در خودرو بمب‌گذاری شده رخ داد. |
| حمله به روستاهای ولسوالی خاص‌اروزگان      | ولسوالی خاص‌اروزگان - ولایت اروزگان                                 | ۵ عقرب/آبان ۱۳۹۷         | طالبان                                                                                          | بیش از ۷۰ کشته و تعداد نامعلومی زخمی             | در حمله طالبان در ابتدا به مناطق هزاره‌نشین کندلان و حسینی ولایت اروزگان و سپس به مناطقی از مالستان غزنی حدود ۷۰ تن کشته و تعداد نامعلومی زخمی شدند و نزدیک به ۲۵۰ فامیل از خانه‌هایشان آواره شدند. |
| حمله انتحاری ۲۱ عقرب ۱۳۹۷                | ناحیه دوم شهر کابل                                                 | ۲۱ عقرب/آبان ۱۳۹۷        | منتسب شده به داعش                                                                               | ۶ کشته و ۲۲ زخمی                                 | زمانی که مردم تظاهرات‌کننده در حال بازگشت به سمت خانه‌های خود بودند، حمله‌کننده خود را در ایستگاه بازرسی، زمانی که شناسایی شده بود منفجر کرد. |
| حمله ۱۶ حوت ۱۳۹۷ کابل                    | مصلی عبدالعلی مزاری - دشت برچی - کابل                              | ۱۶ حوت/اسفند ۱۳۹۷        | منتسب شده به داعش                                                                               | دستکم ۱۱ کشته و ۹۵زخمی                           | در مراسمی که به یادبود عبدالعلی مزاری در مصلی مزاری واقع در منطقه دشت برچی کابل با حضور چهره‌های سیاسی برگزار شده بود، حمله راکتی صورت گرفت. |
| بمب‌گذاری در بازار هزارگنجی کویته         | شهر خروت آباد، ایالت بلوچستان پاکستان                              | ۲۳ حمل/فروردین ۱۳۹۸      |                                                                                                 | دستکم ۲۰ کشته و ۴۸ زخمی                          | در اثر انفجار در تاریخ ۲۳ حمل/فروردین ۱۳۹۸ در بازار هزارگنجی کویته در شهر خروت آباد بلوچستان دستکم ۲۰ تن کشته و ۴۸ تن دیگر زخمی شدند. |
| حمله تروریستی حوت ۱۳۹۸ کابل              | مصلی عبدالعلی مزاری - دشت برچی - کابل                              | ۱۶ حوت/اسفند ۱۳۹۸        | منتسب شده به داعش                                                                               | ۳۲ کشته و ۸۱ زخمی                                | مهاجمان از ساختمان‌های نزدیک مصلی به مردم عادی و چهره‌های سیاسی که در این مراسم حضور داشتند، شلیک کردند. |
| حمله تروریستی ثور ۱۳۹۹ کابل              | بیمارستان ۱۰۰ بستر دشت برچی کابل                                   | ۲۳ ثور/اردیبهشت ۱۳۹۹     | - داعش «به ادعای آمریکا» - طالبان و شبکه حقانی «به ادعای دولت افغانستان»                        | دستکم ۱۶ کشته و ۱۶ زخمی                          | سه فرد مسلح در روز ۲۳ ثور/اردیبهشت ۱۳۹۹ به بیمارستان ۱۰۰ بستر دشت برچی حمله کرده و به ادعای سازمان پزشکان بدون مرز، زنان و نوزادان به صورت سیستماتیک مورد حمله قرار گرفتند. |
| بمب‌گذاری هرات                            | محله حاجی عباس شهر هرات                                            | ۸ اسد/مرداد ۱۳۹۹         | - نامعلوم                                                                                       | ۴ کشته و ۳ زخمی                                  | در اثر انفجار یک بمب کار گذاشته شده بر روی یک خودرو مسافربری از نوع فلانکوچ ۳ تن کشته و ۴ تن دیگر زخمی شدند. در میان قربانیان این حمله، کودکان و زنان نیز حضور داشته‌است. انفجار زمانی به وقوع پیوست که خودرو مسافربری از شهر هرات به سمت «شهرک جبرییل» که منطقه هزاره‌نشین است، در حرکت بود. |
| حمله تروریستی عقرب ۱۳۹۹ کابل             | حوزه سیزدهم کابل منطقه پل خشک - دشت برچی - کابل                    | ۳ عقرب/آبان ۱۳۹۹         | داعش                                                                                            | دستکم ۳۶ کشته و ۶۲ زخمی                          | عامل انتحاری خود را در کوچه مرکز آموزشی «کوثر دانش» واقع در منطقه هزاره‌نشین دشت برچی کابل منفجر کرد. |
| بمب‌گذاری‌های ۱۳۹۹ بامیان                  | بامیان                                                             | ۴ قوس/آذر ۱۳۹۹           | شبکه حقانی / طالبان به ادعای دولت افغانستان                                                     | دستکم ۲۰ تن کشته و ۶۰ تن دیگر زخمی               | دو بمب حوالی ساعت ۱۶:۴۰ روز چهارم قوس ۱۳۹۹ در نزدیکی بازار شهر بامیان منفجر شدند. |
| کشتار کارگران معدن ۲۰۲۱ پاکستان          | کویته - پاکستان                                                    | ۱۴ جدی/دی ۱۳۹۹           | منتسب به داعش                                                                                   | ۱۰ کشته                                          | مهاجمان با حمله به یک معدن زغال سنگ، کارگران آن را به اسارت می‌گیرند. پس از جدا کردن کارگران هزاره از دیگر کارگران، کارگران هزاره را به رگبار بسته یا سر می‌برند. |
| کشتار مردم غیرنظامی ۱۳۹۹ بهسود           | بهسود - میدان وردک                                                 | ۱۰ دلو/بهمن ۱۳۹۹         | نیروهای دولتی منتسب به امنیت ملی                                                                | ۴۲ کشته و زخمی                                   | در تیراندازی نیروهای دولتی علیه تجمع اعتراضی مردمی که در مقابل تعمیر ولسوالی بهسود آمده بودند، دستکم ۴۲ تن کشته و زخمی شدند. |
| حمله تروریستی به مدرسه دخترانه سیدالشهدا | دشت برچی - ولایت کابل                                              | ۱۸ ثور/ اردیبهشت ۱۴۰۰    | طالبان «به ادعای دولت افغانستان» داعش «به ادعای طالبان»                                         | دستکم ۸۵ کشته و ۱۵۰ زخمی                         | در اثر سه انفجار پی در پی پنجاه نفر کشته و صد نفر دیگر زخمی شدند. |
| حمله انتحاری بر مکتب عبدالرحیم شهید      | دشت برچی - ولایت کابل                                              | ۳۰ حمل/ فروردین ۱۴۰۱     | منتسب شده به داعش                                                                               | بیش از ۲۰ تن کودک کشته و بیش از ۴۸ تن دیگر زخمی  | در این صبح، دشت برچی شاهد سه انفجار بود که یکی از این انفجارها در مرکز آموزشی ممتاز و انفجار دیگری در پیش دروازه مکتب عبدالرحیم شهید رخ داد. |
| حمله انتحاری بر مرکز آموزشی ممتاز        | دشت برچی-قلای نو                                                   | ۳۰ حمل/فروردین ۱۴۰۱      | نامعلوم طالبان                                                                                  | ۱۱ کشته و ۲۵ زخمی                                | مهاجم یک هفته قبل از انفجار به عنوان شاگرد ثبت نام می‌کند و بعد از یک هفته کیف پر از مواد انفجاری و ساچمه را در صنف گذاشته و فرار می‌کند و از راه دور انفجار می‌دهد. |
| حمله بر مرکز آموزشی کاج                  | دشت برچی - ولایت کابل                                              | ۸ میزان ۱۴۰۱             | نامعلوم طالبان                                                                                  | بیش از ۵۳ تن کشته و بیش از ۱۱۷ تن زخمی           | یک مهاجم انتحاری ابتدا محافظ آموزشگاه را کشته سپس داخل صنف شده و سپس به سمت دانش آموزان تیراندازی می‌کند، سپس در وسط صنف آمده و خود را انفجار می‌دهد. اکثر قربانیان این حمله دختران دانش آموز بودند که قرار بود دو هفته بعد امتحان کنکور را سپری کنند. |
| حمله به مسجد امام زمان بغلان             | سرک اول سیلوی شهر پلخمری، مرکز بغلان                               | ۲۱ میزان (مهر) ۱۴۰۲      | شبکه تروریستی حقانی - داعش «بر اساس گزارش نیویورک تایمز»                                        | دستکم ۳۰ کشته و ۴۰ زخمی                          | در اثر انفجاری که در تاریخ جمعه ۲۱ مهر ۱۴۰۱ خورشیدی، در مسجد «امام زمان» واقع در سرک اول سیلوی شهر پل‌خمری، مرکز بغلان رخ داد، دست‌کم ۳۰ نفر کشته و ۴۰ نفر دیگر زخمی شدند. این انفجار زمانی روی داد که نمازگزاران در حین ادای نماز جمعه در این مسجد حضور داشتند. برخی منابع مردمی این انفجار را ناشی از حملهٔ انتحاری می‌دانند و می‌گویند مهاجم انتحاری خود را در دروازهٔ مسجد منفجر کرده‌است.                                                                                                   |
| حمله به سالن ورزشی ملت                   | دشت برچی - کابل                                                    | ۴ عقرب/آبان ۱۴۰۲         | شبکه حقانی- نامعلوم                                                                             | حداقل ۶ کشته و ۱۱ زخمی                           | در اثر انفجاری که حوالی ساعت ۱۹:۳۰ در پنج‌شنبه ۴ عقرب (آبان) ۱۴۰۲ خورشیدی، در سالن ورزشی ملت واقع در دشت برچی کابل رخ داد، دست‌کم ۶ تن کشته و ۱۱ تن دیگر زخمی شدند. این انفجار زمانی روی داد که ورزشکاران مشغول تمرین بودند. گفته می‌شود انفجار در طبقه چهارم ساختمان رخ داده و بر اثر شدت آن، سه طبقه دیگر نیز آسیب دیده‌اند. گفته می‌شود که در شیفت شب این باشگاه بوکس، حدود ۵۰ تا ۷۰ تن تمرین می‌کنند.                                                                                       |
| حمله ۱۶ عقرب (آبان) ۱۴۰۲ کابل            | دشت برچی - کابل                                                    | ۱۶ عقرب (آبان) ۱۴۰۲      | منتسب شده به داعش                                                                               | دستکم ۷ کشته و ۲۰ زخمی (به استناد مقامات طالبان) | به دلیل انفجار در یک ماشین مسافربری شهری از نوع «کاستر» در ساحهٔ مهتاب قلعه در جاده عبدالعلی مزاری، در مقابل شفاخانه محمدعلی جناح به گفته مقامات طالبان دستکم ۷ نفر کشته و ۲۰ نفر دیگر زخمی شدند. |
| تیرباران شهروندان دایکندی                | مناطق میان دایکندی و غور                                           | ۲۲ سنبله (شهریور) ۱۴۰۳   | افراد ناشناس - افراد طالبان (به ادعای قربانیان) - داعش (مسئولیت گرفتن)                          | ۱۴ کشته و ۶ زخمی                                 | ۱۴ نفر از شهروندان دایکندی در مناطق میان این ولایت و ولایت غور توسط دو گروه موتور سوار کشته و شش نفر دیگر زخمی شدند. |